# Церква ікони Божої Матері «Одигітрія» (Аксай)
Церква ікони Божої Матері «Одигітрії»  (рос. Церковь иконы Божией Матери «Одигитрия») — церква Російської православної церкви в місті Аксай. Належить Ростовської і Новочеркаській єпархії Московського Патріархату.
Адреса храму: Ростовська обл., місто Аксай, вул. Гулаєва, 66.

## Історія
Третім за рахунком храмом, побудованим до 1897 року в станиці Аксайській був храм на честь ікони Божої Матері «Одигітрії». Його історія пов'язана з «Чудотворною Іконою Божої Матері».
У 1830 році, під час розповсюдження холери на Дону, за видінням жінки відбулося явлення ікони в станиці Аксайській (нині місто Аксай). Чутка про чудотворну ікону поширилася серед місцевих жителів. З іконою для позбавлення від холери місцеві жителі здійснили хресний хід, який очолив священик Тимофій Попов; сама ікона була поміщена в Троїцькій церкві Аксая.
У 1847 році, коли в Аксайській станиці за день вмирало по 100 осіб, виборні від станичного суспільства попросили начальника Військового штабу генерала Хомутова повернути Аксайську ікону з Новочеркаська в станицю. З дозволу Владики Іоанна ікону поставили в Троїцькій церкві Аксая. Під її ім'я в 1848 році був облаштований вівтар. Після цього епідемія зі ще більшою силою спалахнула в Новочеркаську. Тоді чудотворну ікону повернули в Новочеркаськ. Для неї на площі, де нині знаходиться сквер перед Атаманським палацом, було поставлено намет з наскрізним проходом. Народ цілодобово йшов на поклоніння до Аксайської ікони.
5 серпня 1851 року Государ Імператор затвердив визначення Святійшого Синоду, що стосується установи хресного ходу з іконою Богоматері «Одигітрія» з Аксайської станиці в Новочеркаськ зі зворотним перенесенням її в Аксай. Поклоніння Аксайській іконі відбувалося в Донській області аж до 1920 року. З Аксая в Новочеркаськ і назад ікону супроводжували багатотисячні хресні ходи. У роки Радянської влади ікону було втрачено.

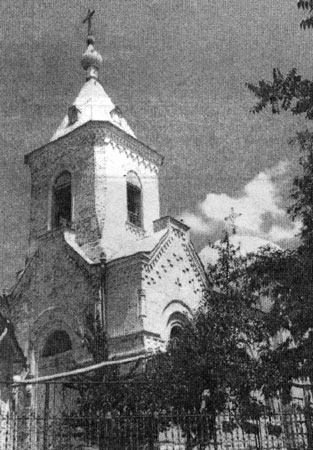
Церква до революції

У станиці Аксайській ікона перебувала в Троїцькій церкві, побудованій священиком Василем Петровим на кошти парафіян. У Вознесенському соборі в Одигітрієвській прибудові постійно перебував також список з Аксайської чудотворної ікони Божої Матері. Поклоніння Аксайській іконі відбувалося в Донській області незмінно аж до 1920 року, дотримувався розклад її переміщень. Багатотисячні хресні ходи супроводжували ікону з Аксая в Новочеркаськ і назад. Зі встановленням радянської влади сліди ікони губляться. Не збереглися і шановані списки, які перебували в Троїцькій церкві Аксаю і в Новочеркаському Вознесенському соборі. Проте зберігся сам собор, де в барабані головного купола серед медальйонів з зображеннями особливо шанованих ікон Богородиці є добре збережене зображення Аксайської ікони, яка є точним списком з оригіналу.
В 1891 році на тому місці, де була знайдена Аксайська ікона Божої Матері було вирішено поставити церкву. Кошти на її будівництво жертвували станичники, сотник Лотошников пожертвував ділянку землі й особисті заощадження. Одигітрієвський храм будувався близько шести років. 6 листопада 1897 року вікарій Донської єпархії єпископ Іоанн (Миролюбов) освятив храм. У будівництві храму брала діяльну участь вдова сотника Лотошникова Надія Юхимівна. Пізніше були побудовані каплиця, тризна й дзвіниця.
Богослужіння в Свято-Одигітрієвському храмі переривалися в роки німецько-радянської війни. У 1945 році храм відремонтували, богослужіння в ньому тривають і понині. У 2000-ті роки храм відреставрували, було упорядковано подвір'я.